# 향당교주
향당교주(鄕唐交奏)는 궁중연례악의 하나이다. 광수무(廣袖舞)·망선문(望仙門)·헌천화(獻天花)·심향무(沈香舞) 등 정재의 무용음악에 쓰인다. 향악과 당악은 교류한다 하여 향당교주라 부르고, 일명 풍경곡(豊慶曲)이라고도 부른다. 관악 영산회상의 상영산과 유사하며 그 길이는 길지 않다.